# Coleophora gerasimovi
Coleophora gerasimovi é uma espécie de mariposa do gênero Coleophora pertencente à família Coleophoridae.